# (36893) 2000 SA170
2000 SA170 (asteroide 36893) é um asteroide da cintura principal. Possui uma excentricidade de 0.12252260 e uma inclinação de 2.04460º.
Este asteroide foi descoberto no dia 24 de setembro de 2000 por LINEAR em Socorro.